# Save-Brücke
Die Save-Brücke (sr. Савски мост/Savski most) ist eine Verkehrs- und Straßenbahnbrücke in der serbischen Hauptstadt Belgrad. In ihrer Funktion gilt sie als die kleinste Verkehrsbrücke Belgrads und verbindet den Kern der serbischen Hauptstadt über die Save mit dem Stadtteil Novi Beograd.

## Bau
Die Brücke ist etwa 430 Meter lang, die längste Stützweite beträgt 157 Meter. Sie hat je eine Fahrspur in jede Richtung, die ebenso von der Straßenbahn genutzt werden. Die Gleise wurden 1984 gelegt im Zuge des Baus der Straßenbahnstrecke bis zum Block 45 in Neu-Belgrad.
Die Save-Brücke wurde 1942 von der deutschen Wehrmacht während der Besatzung Serbiens im Zweiten Weltkrieg erbaut, als die Alexanderbrücke (siehe Brankov most), die damals einzige Belgrader Straßenbrücke über die Save, zerstört wurde. Am 20. Oktober 1944 konnte der Belgrader Lehrer Miladin Zarić Soldaten der deutschen Wehrmacht bei ihrem Rückzug davon überzeugen, die Brücke nicht zu sprengen. Die Save-Brücke wurde mehrmals umgebaut, zuletzt 2007/2008, als sie in ihrer Fahrbreite erweitert wurde.

## Name
Die Deutschen nannten die Brücke anfangs die Prinz-Eugen-Brücke; bei den Belgradern hieß sie, auch lange nach dem Ende des Zweiten Weltkrieges, die deutsche Brücke (sr. nemački most). Diese Bezeichnungen gerieten jedoch in Vergessenheit, so dass heute die offizielle Bezeichnung die Save-Brücke ist. Die allgemein gebräuchliche Bezeichnung der Belgrader hingegen ist die Alte Save-Brücke, sr. stari savski most.

## Abriss
Im November 2024 wurde die Brücke offiziell geschlossen, da sie demnächst abgerissen werden soll.